# Premier pas Dunlop
Le Premier pas Dunlop est la course qui a précédé le championnat de France officiel de la course en ligne junior homme. Créé en 1923, il est alors ouvert à tout coureur débutant. Une limite d'âge de 18 ans est introduite en 1928. Il devient officiellement le championnat de France junior en 1952. Il cesse d'exister sous le nom de Premier pas Dunlop en 1982,,.
En 1914, Paul Ruinart crée le « Premier pas du VCL », course organisée par le Vélo Club de Levallois, destinée aux débutants de la région parisienne, puis en 1923, l'organisation du Premier pas est confiée à Dunlop.

## Palmarès
- 1923 : Marius Dides
- 1924 : Alphonse Farcy
- 1925 : Roger Lamaison
- 1926 : Louis Lemoigne
- 1927 : Auguste Goupil
- 1928 : Arthur Koehler
- 1929 : Albert Eon
- 1930 : René Bullot
- 1931 : André Brenier
- 1932 : Camille Simonnet
- 1933 : René Denis
- 1934 : Henri Parramon
- 1935 : Henri Rabasse
- 1936 : Guy Billaut
- 1937 : Henri Bidaud
- 1938 : Roger Chupin
- 1940 : Guy Solente

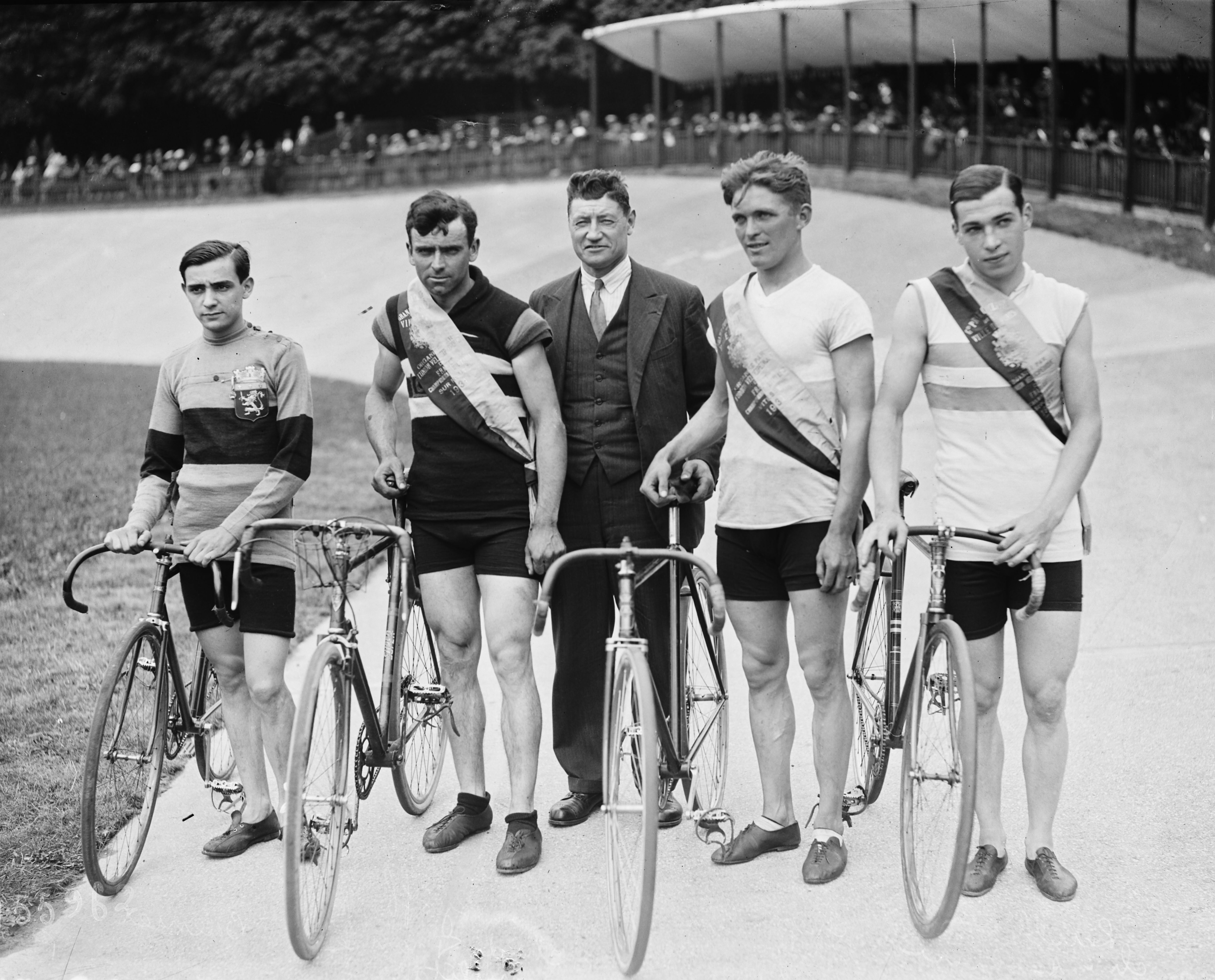
Grands Prix de Paris, de gauche à droite : André Brenier (Premier Pas Dunlop), Le Goff (champion de France militaire route), Pierre Chapalain (champion de France militaire vitesse), Jean Leulliot (champion scolaire piste)

- 1941 : André Petit (zone occupée) et Alexandre Barbaroux (zone libre)
- 1942 : Gérard Dufour (zone occupée) et André Sutra (zone libre)
- 1943 : Raphaël Géminiani[4]
- 1944 : Jean Delhumeau
- 1945 : Noël Lajoie
- 1946 : Charles Larribe
- 1947 : Jacques Baud
- 1948 : Rémy Ménanteau
- 1949 : Jean Silviani
- 1950 : Louis Simonian
- 1951 : Serge Roland
- 1952 : Jacques Olivier
- 1953 : Jacques Sadot
- 1954 : Bernard Deconinck
- 1955 : Claude Cousseau
- 1956 : Yvon Laboulais
- 1957 : Christophe Buiatti
- 1958 : Gilbert Bourban
- 1959 : Paul Lemétayer
- 1960 : Henri Rabaute
- 1961 : Pierre Trentin
- 1962 : Jacques Delarue
- 1963 : Michel Briant
- 1964 : Jean-Pierre Livet
- 1965 : Mariano Martinez
- 1966 : Xavier Salles
- 1967 : Jean-Luc Molinéris
- 1968 : Bernard Bourreau
- 1969 : Guy Dolhats
- 1970 : Jacques Marget
- 1971 : Jean-Marie Vasseur
- 1972 : Bernard Hinault
- 1973 : Yves Chagny
- 1974 : Pascal Simon
- 1975 : Pascal Knepper
- 1976 : Yvan Rimbaud
- 1977 : Christian Merlot
- 1978 : Patrick Duhaut
- 1979 : Philippe Chevalier
- 1980 : Vincent Barteau
- 1981 : Thierry Lerall
- 1982 : Philippe Bouvatier